# Човекът от гарата
Човекът от гарата (на английски: The Railway Station Man) е името на британски филм от 1992 г. Заснет е от режисьора Майкъл Уайт (да не се бърка с писателя Майкъл Уайт), по романа на ирландската писателка Дженифър Джонстън. Участват Джули Кристи и Доналд Съдърланд. Действието се развива в забутано ирландско градче.